# Heteronyx darlingensis
Heteronyx darlingensis är en skalbaggsart som beskrevs av Blackburn 1888. Heteronyx darlingensis ingår i släktet Heteronyx och familjen Melolonthidae. Inga underarter finns listade i Catalogue of Life.